# 虎榛子属
虎榛子属（学名：Ostryopsis）是榛木科下的一个属，为落叶灌木植物。该属共有虎榛子（O. davidiana）和滇虎榛（O. nobilis Balf）两种，特产于中国西南、西北和东北。
属的模式种：虎榛子 Ostryopsis davidiana Decne.